# Metropolia di Arcangelo

Localizzazione dell'oblast' di Arcangelo.

La metropolia di Arcangelo (in russo: Архангельская митрополия), chiamata anche metropolia dell'Artico (in russo: Аркти́ческая митропо́лия), è una delle province ecclesiastiche che costituiscono la Chiesa ortodossa russa.
Istituita dal Santo Sinodo il 27-28 dicembre 2011, comprende l'intera oblast' di Arcangelo nell'estremo nord della Russia europea e nel circondario federale nordoccidentale.
È costituita da quattro eparchie:
- Eparchia di Arcangelo
- Eparchia di Kotlas
- Eparchia di Nar'jan-Mar
- Eparchia di Pleseck

Sede della metropolia è la città di Arcangelo, il cui vescovo ha il titolo di "Metropolita di Arcangelo e Cholmogory".